# 松下耕
松下 耕（まつした こう、1962年10月16日 - )は日本の音楽家。作曲家・合唱指揮者・編曲家として幅広く活躍している。
日本合唱指揮者協会、国際コダーイ協会会員、日本作編曲家協会会員、東京都合唱連盟副理事長。季刊誌:代表『合唱表現』。合唱曲:代表『ヒカリ』など。

## 人物
東京都武蔵野市出身。東京都立日野高等学校で合唱を始める。国立音楽大学作曲科を首席卒業。1994年、合唱音楽の研究のため、ハンガリーに留学。ハンガリー放送児童合唱団の指導アシスタントを務める。帰国後、「合唱団の耳を育てる」ことを主眼においた、純正律の響きに彩られた無伴奏合唱作品を精力的に発表し始める。なお、2000年代に入って以降、ピアノ付きの合唱作品が増えつつある。作曲する作品のほとんどが合唱曲だが、その他の作品として、サクソフォーン四重奏のための「AMAMI」、オーケストラ作品“De Profundis”、オルガン作品“La Rivelazione di Dio”等、多岐にわたる。
2001年に「耕友会」を結成、各合唱団の音楽監督、指揮者として、全日本合唱コンクールや海外のコンクールで優秀な成績をおさめている。耕友会は2019年現在14の合唱団を擁する。自作品の初演指揮やCD録音、国内外の合唱曲の紹介なども精力的に行っている。2001年・2005年にドイツ、マルクトオーバードルフにおいてカール・オルフ賞を連続受賞。合唱音楽の国際的な貢献に対して贈られる賞であるロバート・エドラー合唱音楽賞を、アジア人で初めて受賞した。東京国際合唱コンクール、日本国際合唱作曲コンクール、軽井沢国際合唱フェスティバル等のイベントを主催し、2017年には東京国際合唱機構を設立、代表理事に就任する。
2010年3月までNHK-FMの番組「ビバ!合唱」のラジオパーソナリティを務め、たくさんの合唱曲を作曲しており名の知れた人物である。

## 作品
松下本人は、季刊誌『合唱表現』第4号（pp.8-9、2003年）で、「出来るだけ多様のタイプの合唱曲を書きたい」と前置きしながら、自らの作品を5種類にカテゴライズしている。以下、その分類に従って列挙する。

### 日本固有の音組織を用いた楽曲
- 同声合唱のためのコンポジション『日本の民謡1』（女声・男声・児童合唱対応）
- 女声合唱のためのコンポジション『日本の民謡2』
- 男声合唱のためのコンポジション『日本の民謡3』
- 男声合唱のためのコンポジション『日本の民謡4』
- 混声合唱のためのコンポジション『日本の民謡5』（『日本の民謡2』を混声合唱に改作）
- 混声合唱のための日本の民謡6「茨城巡礼」（混声+笛・太鼓・当り鉦・Sop.）
- 混声合唱のための日本の民謡7「鳥取讃歌」
- Yagi-bushi 2005（男声・日本の民謡1の収められている「八木節」を改作）
- 混声合唱のための『八重山・宮古の三つの島唄』
- 混声合唱のための『奄美諸島の四つの島唄』
- 混声合唱とピアノのための四つの日本民謡『北へ』
- 日本民謡による混声合唱のためのコンポジション『南へ』
- 混声合唱のための『2つの秋田民謡』
- 無伴奏女声合唱のための『伊予のひめうた』
- 女声合唱のための『湖国うた紀行』
- 同声（女声）合唱のための『紀の国のこどもうた1』
- 同声（女声）合唱のための『紀の国のこどもうた2』
- 同声（女声）合唱のための『紀の国のこどもうた3』
- ワッショイ　ワッショイ（無伴奏女声合唱）
- 狩俣ぬくいちゃ（児童合唱版）
- 謡舞　-Uta Mai-（無伴奏女声合唱）
- えっさっさ（無伴奏女声合唱／『紀の国のこどもうた3』に収められている「えべすけどんどん」を改作）
- TSUGARU-YAMA-UTA
- ばっさりいた
- 日本の仕事唄

### ラテン語のテキストによる宗教的作品
- 男声合唱のための『CANTATE DOMINO』
- 男声合唱のための『Laudate pueri』
- 男声合唱のための『Miserere』
- 女声合唱のための『聖母への祈り』
- 女声合唱のための『聖母マリアの生涯』
- 3群の児童または女声合唱のための『Dona nobis pacem』
- 3群の混声合唱のための『Dona nobis pacem』
- Four Motets for Mixed choir
- Missa pro pace ～ミサ第一番 平和への祈り（混声合唱、オーケストラ）
- Missa secunda（女声合唱、オルガン）
- Ave maris stella（女声合唱）
- Missa tertia（混声合唱）
- Jubilate Deo - Psalm 100（混声合唱）
- 『きょうこそ神が造られた日』（混声合唱、オルガン）*日本語テキストによる宗教作品
- Hodie Christus natus est （女声合唱）
- Salvum me fac Deus（女声合唱）

### 合唱団の技術向上を狙った練習曲
- 混声合唱のための『ア･カペラ エチュード1～5』
- 合唱のための『たのしいエチュード1～7』

### 誰が聴いても楽しい、エンターテインメント性の高い作品

#### オリジナル曲
- 携帯切らなきゃ お仕置きよ!（無伴奏女声合唱）
- 携帯切らなきゃ お仕置きよ! 2007（無伴奏女声合唱）
- 同声（女声）合唱のための『アジアの子どもうた』
- 児童（女声）のための合唱曲集『まどさんの詩による みっつのうた』
- 『HEAVEN -hyper dimensional purity-』

#### 編曲もの
- 女声合唱のための『The Selection of Leroy Anderson』
- 混声合唱のための『ポッパーズクラブ』
- 女声合唱のための『ポッパーズクラブ フェム』
- さだまさし作品集『北の国から』（女声合唱版と混声合唱版がある）
- さくら～混声四部合唱とピアノのために～（森山直太朗「さくら」の混声合唱編曲）
- Jupiter（ホルスト作曲・平原綾香による曲の編曲・混声合唱、ピアノ）
- 怪獣のバラード（編曲・混声3部、ピアノ）
- 埴生の宿 ～Home Sweet Home（編曲・無伴奏女声合唱）
- 芭蕉布（編曲・女声合唱とピアノ）
- 故郷をはなるる歌（編曲・女声合唱、ピアノ）
- 箱根八里（編曲・女声合唱、ピアノ）
- 夕焼小焼（編曲・女声合唱、ピアノ）
- 時代（中島みゆきの編曲・無伴奏男声合唱）
- ラシーヌの雅歌（フォーレ作曲・女声合唱編曲）
- きらきらぼし（編曲・童声3部・ピアノ）
- 混声合唱のための 落水天[The Rainy Day]（客家民謡・編曲）
- 川の流れのように（美空ひばりによる曲の編曲・女声3部、ピアノ）
- 世界がひとつになるまで（同声3部、ピアノ）
- 星屑の街（ゴスペラーズの編曲・無伴奏混声合唱）

### 以上のどれにもあてはまらない作品

#### 無伴奏作品
- はじめに……（第67回（2000年）NHK全国学校音楽コンクール高等学校の部課題曲）
- 女声合唱のための組曲『子猫物語』（混声版あり）
- 『minimal - for male voices』
- 『And - for female voices』（『minimal』のうちの1曲を女声用に改編）
- 女声合唱のための組曲『あいたくて』
- 女声合唱のための組曲『愛するもののためにうたう歌』
- 女声合唱のための12のシャンソン『日々のあぶく』
- 女声合唱のための5つの童話『わたしと小鳥とすずと』
- 混声合唱組曲『鳥のために』
- 混声合唱のための小組曲『胸のなかの風景』
- 混声合唱曲『うつむく青年，夏が来た』
- 女声合唱のための組曲『ふくろうめがね』
- 2群の混声合唱のための『光・三首』
- 鳥（無伴奏女声合唱曲）
- 『おわりのない海』(混声版・女声版があり共にピアノ付きでもアカペラでも演奏可）
- 子守唄（無伴奏女声合唱）
- 灼ける熱情となって（無伴奏女声合唱）
- 『さとう恭子の詩による愛唱歌集』（無伴奏女声合唱）
- 女声合唱のための『Álmok Tavaszán（夢々の春）』
- 混声合唱のための『あい』
- 今、ここに（無伴奏混声合唱曲）
- 男声合唱組曲『秋の瞳』

#### 楽器を伴う作品
特に断りのないものはピアノ付き
- タンポポ（第65回（1998年）NHK全国学校音楽コンクール中学校の部の部課題曲）
- 言葉にすれば（第74回（2007年）NHK全国学校音楽コンクール高等学校の部課題曲。安岡優（ゴスペラーズ）との共作）
- 混声合唱とピアノのための『信じる』
表題曲は、第71回（2004年）NHK全国学校音楽コンクール中学校の部課題曲として書かれた混声3部・女声3部版を混声4部に改作したもの。なお、課題曲は演奏時間の都合により一部カットした形のものが用いられたが、のちに女声版を出版する際（女声合唱曲集「そのひとがうたうとき」収録）、ノーカット版で再発表している。
- 女声合唱とピアノのための『愛の詩集』
- 混声三部合唱組曲『風の夏』
- 児童合唱のためのオムニバス『卒業アルバム』
- 児童合唱とリコーダー奏者またはキーボード奏者のための『はるがきた』
- 夏の街（女声3部・ピアノ）
- そのひとがうたうとき（混声版・女声版・男声版あり、いずれもピアノ付き。パーカッションを伴ったヴァージョンや北京語での演奏もされたことがある）
- 混声合唱とピアノのための『光のとりで』
- 混声合唱とピアノのための『刻の彼方へ』
- 女声合唱とピアノのための組曲『静かな雨の夜に』
- 混声合唱とピアノのための組曲『静かな雨の夜に』
- 交聲曲『明日への風』～紺碧の海を越えてきた聖者フランシスコ・ザビエル物語～
- 四月の風（混声3部版・混声4部版・女声版があり、いずれもピアノ付き）
- 混声合唱とピアノ、パーカッションのための『光をまもるものたち』（山崎佳代子作詞[1]）
- 女声合唱とピアノのための『薔薇、見知らぬ国』（山崎佳代子作詞[2]）
- 女声合唱とピアノのための『さふらん』
- 女声合唱とピアノのための『この星の上で』
- 混声合唱とピアノのための『この星の上で』
- 混声合唱のためのLove Song『君のそばで会おう』
- 空だった（混声4部、ピアノ）
- Jに（混声4部、ピアノ）
- 子どもたちのソネット（混声3部、ピアノ）
- まだ咲かぬ美しいつぼみよ（混声3部、ピアノ）
- 明日に渡れ（混声3部、ピアノ）
- スター（混声3部、ピアノ）
- 輝いて（混声3部、ピアノ）
- 秋の夕陽 （混声3部、ピアノ）
- さくらの季節（混声3部、ピアノ）
- 風の笛（混声3部、ピアノ）
- 空よ（混声3部、ピアノ）
- 四月の風（混声3部、ピアノ）
- 思い出がゆれる（混声3部、ピアノ）
- 君のバースディ（混声3部、ピアノ）
- 卒業式のサンキューレター（混声3部、ピアノ）
- 五月の道（混声3部、ピアノ）
- 遥かなる海の星たちへ（混声3部、ピアノ）
- 朝もやの街角（混声3部、ピアノ）
- 虹（混声3部、ピアノ）
- 風をみつめて（混声2部、ピアノ）
- さよならイエスタディ（混声2部、ピアノ）
- だれも知らない風が吹く（混声2部、ピアノ）
- ベスト ソング（混声2部、ピアノ）
- TRUE ROMANCE（混声2部、ピアノ）
- スーパー・ハッピーエンドにきまってる（混声2部、ピアノ）
- 目覚めのとき（混声2部、ピアノ）
- 友達はたからもの（童声・女声3部、ピアノ）
- ひかり（女声3部、ピアノ）
- うたをうたうとき（女声三部合唱、混声四部合唱、ピアノ）
- Warabe-Uta（児童合唱、ピアノ）
- PARAÍSO -Hyperdimensional devotion- 男声合唱、ピアノ、打楽器、ボディーパフォーマンスのための

#### 合唱曲以外の作品
- 島根大学教育学部附属義務教育学校校歌（作詞:谷川俊太郎）

- “AMAMI” for Saxophone Quartet
- 4台のヴィオラ・ダ・ガンバのための『今日』
- 明日へ（南池袋小学校校歌）
- 小野学園小学校校歌
- 名古屋市立左京山中学校校歌
- 千葉県八街市立八街北中学校校歌
- 杉並学院中学高等学校校歌
- 東京電機大学中学校・高等学校校歌
- 福島県立葵高等学校校歌
- 首都大学東京校歌
- 飛島村立小中一貫教育校飛島学園学園歌